# Célia Lawson
Célia Lawson (Angola, 9 de Junho de 1974) é uma cantora portuguesa.

## Biografia
Com 15 anos ingressou em algumas bandas, primeiro de "covers" e depois de originais. Em 1992 faz parte do coro de Adelaide Ferreira durante a digressão desse ano.
Em 1993 entrou para os V12, uma conhecida banda de metal. Colaborou também com os Crash, banda de "covers" de hard-rock.  Em 1994 fez coros para o tema "Imagens de Música", de Ed Sant’ana, apresentado numa das semifinais do Festival RTP da Canção. Em 1995 colaborou com os Huanine, um grupo dirigido por Laura Diogo (ex-Doce, do qual faziam parte Ana Vasconcelos, Beijinha Florentina, Cachucha, Elaisa e Joana Pereira.
Em 1996 participou no programa "Chuva de Estrelas" da SIC onde chegou à final com a interpretação do tema "Don't Let The Sun Go Down On Me" na versão da cantora Oleta Adams.
Em 1997 vence o 34º Festival RTP da Canção com a canção "Antes do Adeus" de Thilo Krassman e Rosa Lobato de Faria. No Festival da Eurovisão não conquistou qualquer ponto partilhando o ultimo lugar com o cantor norueguês. 
Em 1997 é editado o álbum "First", gravado sob a produção de Nuno Carvalho (NZ) e com temas da própria cantora. 
Em 2002 lança o CD promocional "Célia Lawson" com vista à edição do CD "Faith". O tema de apresentação desse trabalho foi "Voo da Águia".
Mudou o nome artístico para Ira e lançou um álbum de metal progressivo chamado "On The Road To The Unknown" que teve criticas positivas na revista "Loud"

## Ligações Externas
- Fonte: http://www.celialawson.djgomes.net
- Fonte: https://www.discogs.com/artist/1490874-Célia-Lawson /